# Kolanki
Kolanki (ukr. Колінки) – wieś na Ukrainie w obwodzie iwanofrankiwskim, w rejonie horodeńskim.